# Liste der Biografien/Rao
Liste der Biografien |
Portal Biografien |
Personensuche
# |
A |
B |
C |
D |
E |
F |
G |
H |
I |
J |
K |
L |
M |
N |
O |
P |
Q |
R |
S |
T |
U |
V |
W |
X |
Y |
Z |
?
 
Ra |
Rb |
Rd |
Re |
Rh |
Ri |
Rj |
Rk |
Rl |
Rm |
Rn |
Ro |
Rr |
Rs |
Rt |
Ru |
Rv |
Rw |
Rx |
Ry |
Rz
 
Raa |
Rab |
Rac |
Rad |
Rae–Rah |
Rai |
Raj |
Rak |
Ral |
Ram |
Ran |
Rao |
Rap |
Raq |
Rar |
Ras |
Rat |
Rau |
Rav |
Raw |
Rax |
Ray |
Raz
Die Liste der Biografien führt alle Personen auf, die in der deutschsprachigen Wikipedia einen Artikel haben. Dieses ist eine Teilliste mit 63 Einträgen von Personen, deren Namen mit den Buchstaben „Rao“ beginnt.

## Rao
- Rao Jingwen (* 1985), chinesische Tischtennisspielerin
- Rao Polimera, Jaya (* 1965), indischer Geistlicher, römisch-katholischer Bischof von Eluru
- Rao, Amrita (* 1981), indische Schauspielerin und FotomodellAmrita Rao (* 1981)

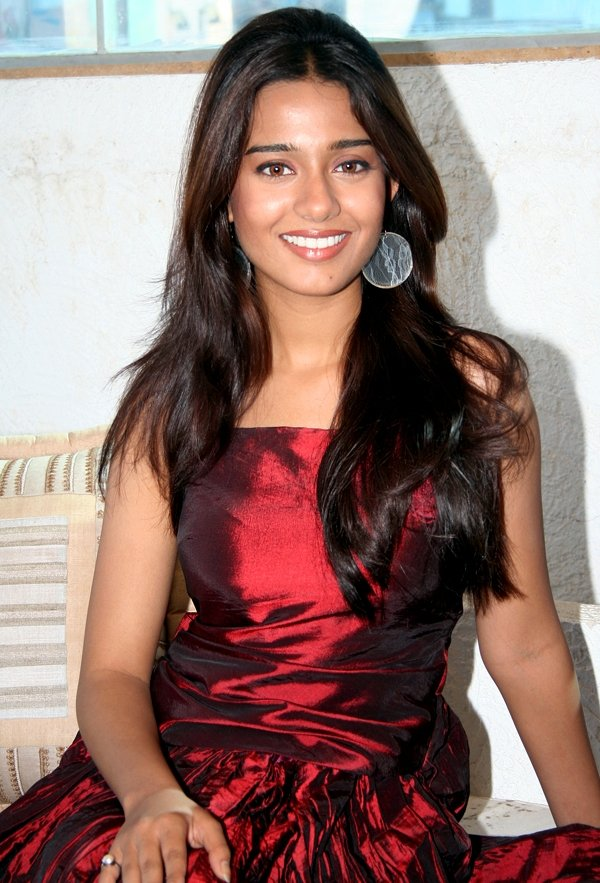
Amrita Rao (* 1981)

- Rao, B. Ramakrishna (1899–1967), indischer Politiker, Rajya Sabha-Mitglied, Chief Minister von Hyderabad und Gouverneur von Kerala und Uttar Pradesh
- Rao, Bhargavi (1944–2008), Übersetzerin der Telugu-Literatur
- Rao, C. N. R. (* 1934), indischer Chemiker
- Rao, C. R. (1920–2023), indischer Mathematiker und Statistiker
- Rao, C. Vidyasagar (* 1941), indischer Politiker, Gouverneur von Maharashtra
- Rao, Chinta Chandrashekar (* 1988), indischer Fußballspieler
- Rao, Dasari Narayana (1947–2017), indischer Filmregisseur, Schauspieler, Liedtexter und Filmproduzent
- Rao, Dileep (* 1973), US-amerikanischer Schauspieler
- Rao, Domenico (* 1977), italienischer Leichtathlet
- Rao, Gitanjali (* 2005), US-amerikanische Naturwissenschaftlerin und Erfinderin
- Rao, John Cyrus (* 1951), US-amerikanischer Historiker
- Rao, K. Chandrashekar (* 1954), indischer Politiker
- Rao, Matthew (* 1994), britischer Automobilrennfahrer
- Rao, Naveen (* 1975), US-amerikanischer Unternehmer Autorennfahrer
- Rao, P. Chandrasekhara (1936–2018), indischer Jurist und ehemaliger Präsident des Internationalen Seegerichtshofes
- Rao, Raja (1908–2006), indischer Schriftsteller
- Rao, S. R. (1922–2013), indischer Archäologe
- Rao, Seema (* 1970), indische Trainerin militärischer Spezialeinheiten und Autorin
- Rao, Shushi († 1975), chinesischer Arbeiterführer und Revolutionär
- Rao, Sunitha (* 1985), US-amerikanisch-indische Tennisspielerin
- Rao, Taranath (1915–1991), indischer Perkussionist
- Rao, Ursula (* 1965), deutsche Ethnologin
- Rao, Vijay Raghav (1925–2011), indischer Flötist, Komponist und Musikpädagoge
- Rao, Xinyu (* 2002), chinesische Mittelstreckenläuferin

### Raob
- Raobelina, Jean-Samuel (1928–2001), madagassischer katholischer Bischof

### Raoe
- Raoelison, Jean de Dieu (* 1963), madagassischer Geistlicher, römisch-katholischer Erzbischof von Antananarivo

### Raol
- Raolisoa, Lilian (* 2000), französisch-madagassischer Fußballspieler

### Raon
- Raonic, Milos (* 1990), kanadischer TennisspielerMilos Raonic (* 1990)

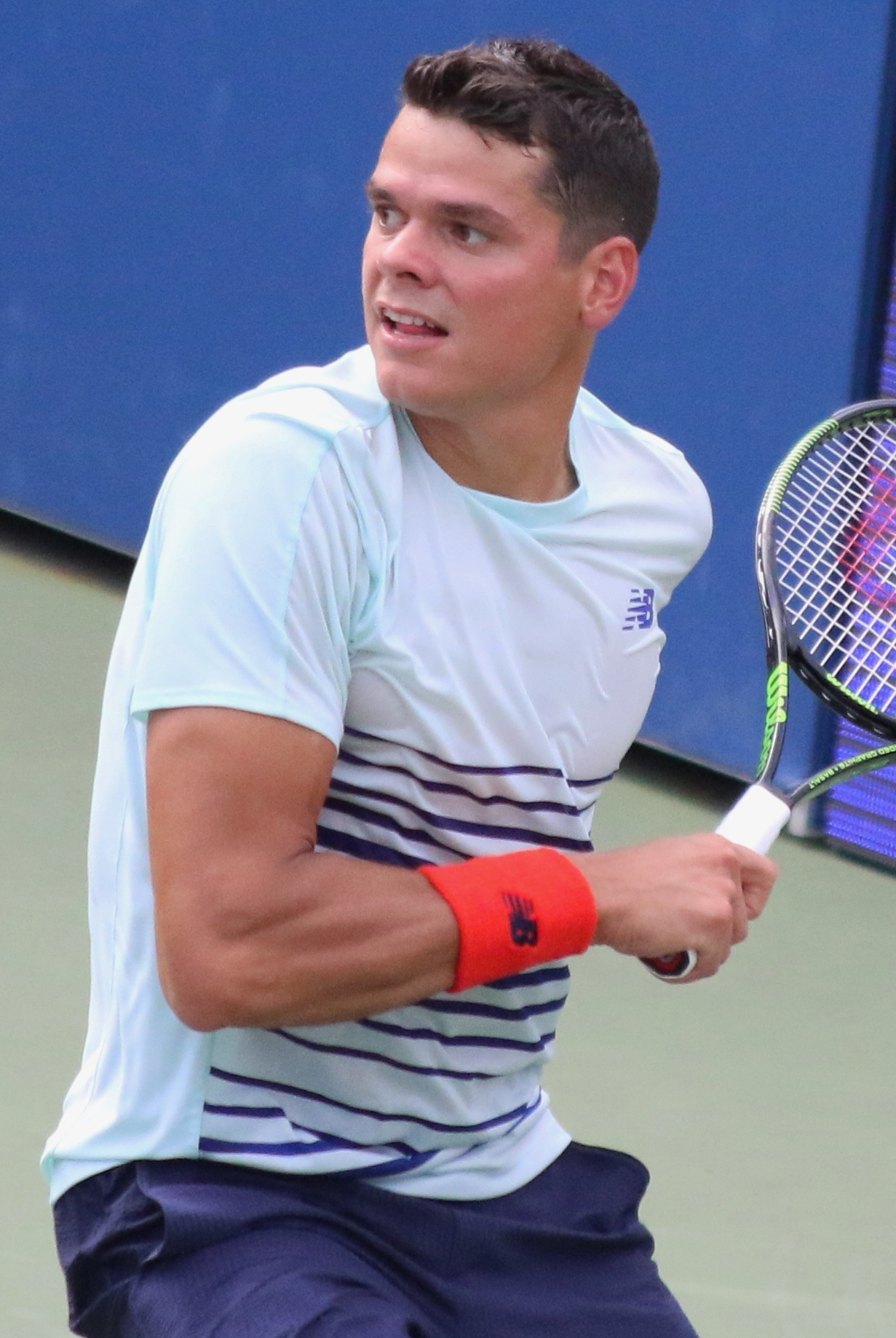
Milos Raonic (* 1990)

- Raonić, Olga (* 1986), serbische Volleyballspielerin

### Raos
- Raos, Silvio (* 1954), österreichischer Grafiker und Karikaturist

### Raou
- Raoufi, Rahman (* 1978), iranischer Beachvolleyballspieler
- Raoui, Nadia (* 1985), deutsche Boxerin
- Raoul de Coucy († 1425), Bischof von Metz und Noyon
- Raoul de Gacé († 1051), normannischer Adliger aus der Familie der Rolloniden
- Raoul de Grosparmy († 1270), Bischof von Évreux, Kardinalbischof von Albano, päpstlicher Legat
- Raoul de Houdan, altfranzösischer Dichter
- Raoul d’Ivry, Halbbruder von Richard I.
- Raoul I. († 1236), Graf von Soissons
- Raoul I. de Brienne (1302–1344), Graf von Eu und Guînes
- Raoul I. de Coucy († 1191), Herr von Coucy, Marle, Vervins, Pinon, Crépy, Crécy-sur-Serre und La Fère
- Raoul I. de Tosny, Herr von Tosny
- Raoul II. de Brienne († 1350), Graf von Eu und Guînes sowie Connétable von Frankreich
- Raoul II. de Clermont († 1302), Herr von Nesle, Vizegraf von Châteaudun, Chambellan und Connétable von Frankreich
- Raoul II. de Coucy († 1250), Herr von Coucy, Marle und La Fère
- Raoul II. de Tosny († 1102), anglonormannischer Baron
- Raoul II. Sores († 1282), Marschall von Frankreich
- Raoul III. de Tosny, Seigneur de Conches etc.
- Raoul Tourte, normannischer Adliger, Gouverneur der Normandie
- Raoul von Soissons († 1270), französischer Trouvère und Kreuzfahrer
- Raoul, Alfred (1938–1999), kongolesischer Staatschef und Premierminister der Republik Kongo
- Raoul, Émilienne (* 1945), kongolesische Geographin und Politikerin
- Raoul, Ilyes (* 2004), deutscher SchauspielerIlyes Raoul (* 2004)

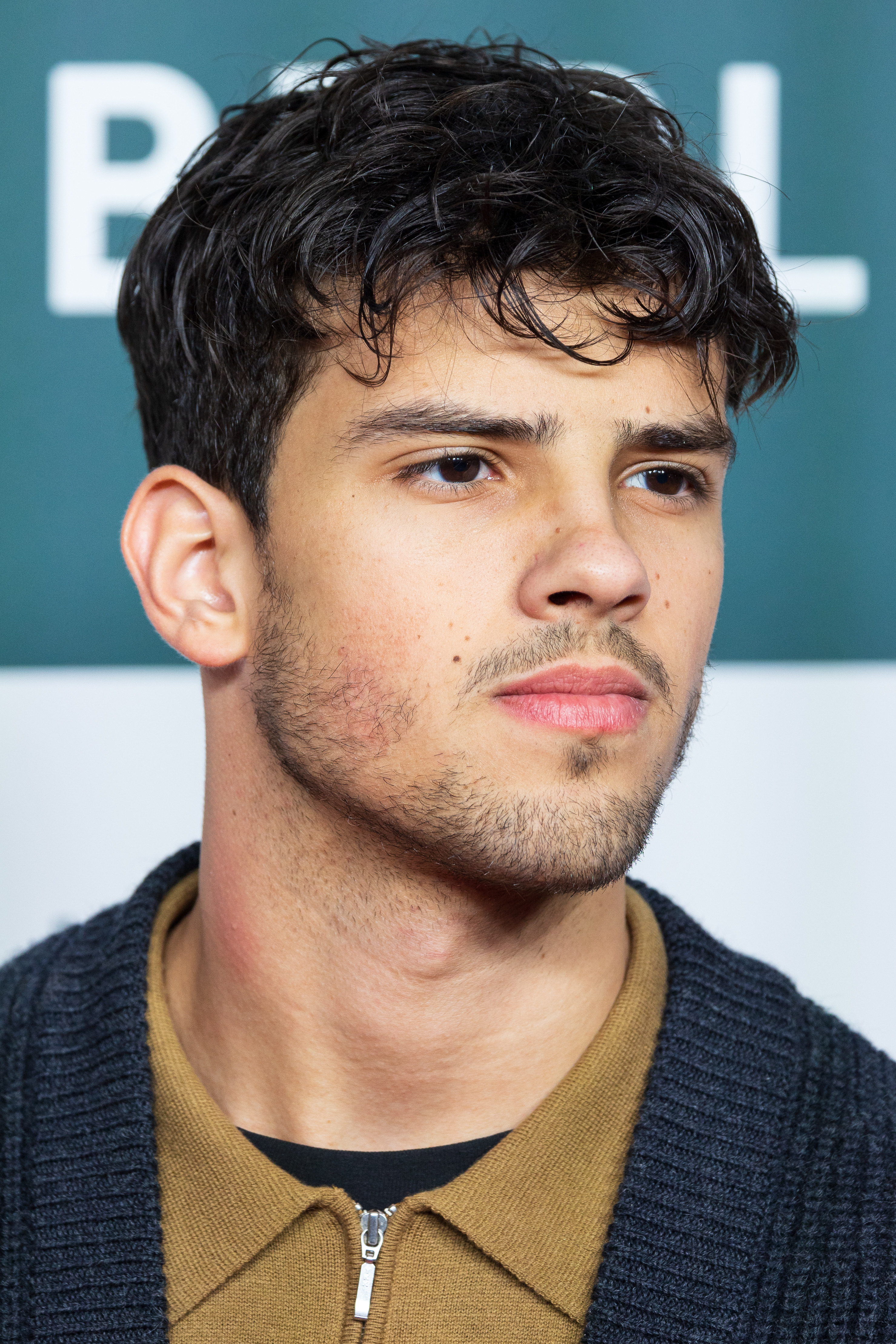
Ilyes Raoul (* 2004)

- Raoul-Rochette, Désiré (1789–1854), französischer Klassischer Archäologe
- Raoult, Didier (* 1952), französischer Mediziner, Mikrobiologe und Infektiologe
- Raoult, François Marie (1830–1901), französischer Physiker und Chemiker
- Raouraoua, Mohamed (* 1947), algerischer Fußballfunktionär
- Raousset-Boulbon, Gaston de (1817–1854), französischer Abenteurer und Filibuster
- Raoust, Alain (* 1966), französischer Filmregisseur
- Raoux, Guillaume (* 1970), französischer Tennisspieler
- Raoux, Jean (1677–1734), französischer Maler